# Jorge Gilardi

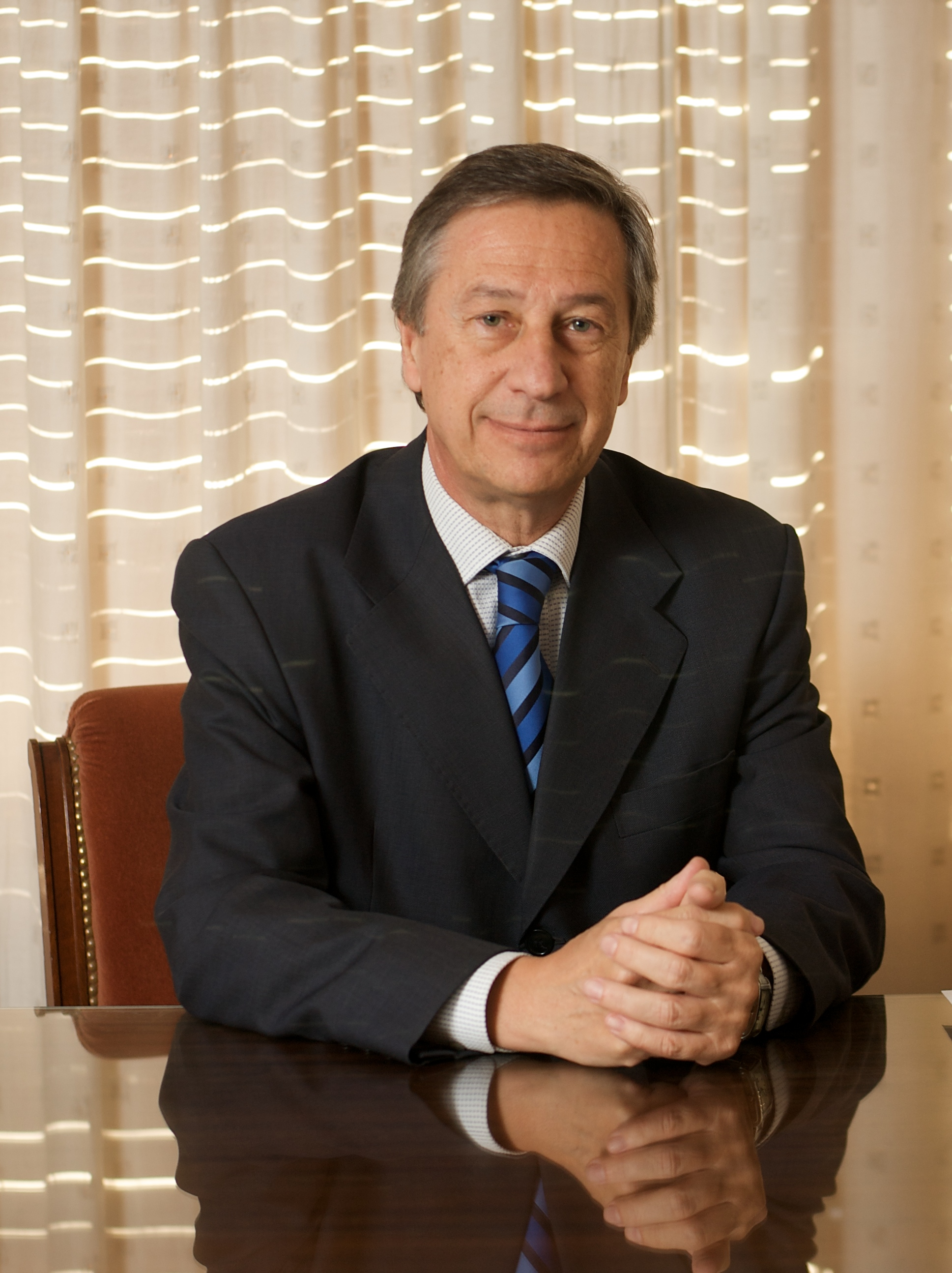
Dr. Jorge Gilardi, presidente de la AMM

Jorge Gilardi (Ciudad de Buenos Aires, 20 de enero de 1947) es un médico argentino, especialista en Ginecología y Obstetricia. Fue el presidente de la Asociación de Médicos Municipales de la Ciudad de Buenos Aires.

## Formación académica y labor científica
Jorge Gilardi se graduó como profesional de la Medicina en la Universidad de Buenos Aires, especializándose en Ginecología y Obstetricia, además de Medicina del Trabajo y en Salud Pública. 
Sumado a su vasta formación académica, Jorge Gilardi desarrolló diferentes actividades científicas para el desarrollo de la disciplina, siendo autor de numerosos trabajos de aporte e investigación presentados en distintos ámbitos. Impulsó, coordinó y participó de múltiples reuniones, jornadas y publicaciones científicas, así como varios Congresos y cursos de perfeccionamiento en tocoginecología, Salud Pública y Administración de servicios de salud. También es miembro titular de la Sociedad de Ginecología y Obstetricia de Buenos Aires y fue titular regular en la Facultad de Medicina de la UBA y director del Máster en Salud Pública de la misma facultad.

## Asociación de Médicos Municipales de la Ciudad de Buenos Aires
Gilardi fue presidente de la Asociación de Médicos Municipales de la Ciudad de Buenos Aires hasta mayo de 2022, lugar desde el que desarrolló un fuerte trabajo gremial apuntando a conformar una institución al servicio de sus colegas, enfocándose en mejorar constantemente las condiciones laborales, así como la puesta en marcha de varios programas de capacitación permanente desde el Instituto de Desarrollo Humano y la Salud de la AMM, del cual es Director, entendiendo que la formación de las actuales y futuras generaciones de médicos son el pilar fundamental de la Salud Pública.